# Fascellina altiplagiata
Fascellina altiplagiata là một loài bướm đêm trong họ Geometridae.